# Oberfeld (Darmstadt)
Das Oberfeld ist eine von Landwirtschaft und Kleingärtnern genutzte Fläche im Osten von Darmstadt und gleichzeitig ein Statistischer Bezirk. Das Oberfeld gehört zu den letzten landwirtschaftlich genutzten Flächen innerhalb der Stadtgrenzen. Aber sie ist auch Naherholungsgebiet für die Stadtbewohner und Frischluftschneise für die Stadt. Der größte Teil des Oberfelds – 135 Hektar – ist Hofgutland. Daneben gibt es Äcker, Wiesen und Gärten in Streubesitz. Das Hofgut Oberfeld, vormals Hofmeierei, war erst Hofdomäne der Großherzöge von Hessen-Darmstadt und später Staatsdomäne des Landes Hessen. Die Wirtschaftsgebäude stehen unter Ensemble- bzw. Denkmalschutz. Zur Liegenschaft gehören Arbeiterhäuser aus der Hessischen Landesausstellung für freie und angewandte Kunst von 1908. Benachbart liegt die Dreibrunnenquelle, die älteste städtische Brunnenanlage.

## Lage

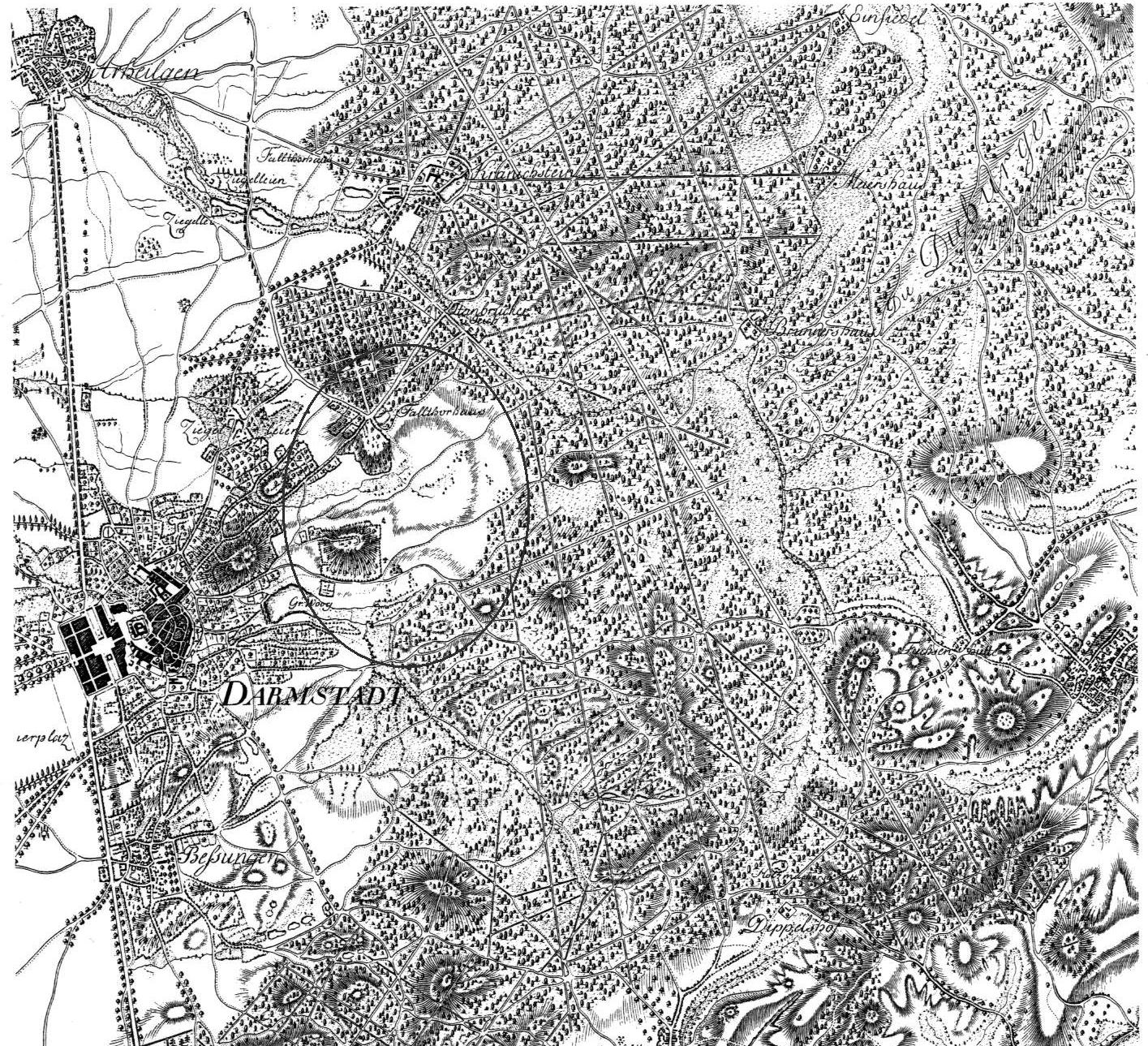
Johann Heinrich Haas: Darmstadt 1789 (Auszug)

Das Oberfeld grenzt im Westen unmittelbar an den Park Rosenhöhe und an das Stadtgebiet mit Wohnbebauung und Gewerbeflächen. In historischen Darstellungen wird deutlich, dass sich die Stadt immer weiter in das Oberfeld ausgebreitet und die ursprüngliche Rodungsinsel verkleinert hat. Die Hofstelle der Domäne, das Hofgut Oberfeld, befindet sich in der Erbacher Straße, die das Oberfeld im Süden begrenzt. Im Norden, Osten und Süden ist das Oberfeld von Wäldern umgeben: die Fasanerie im Norden, die Waldgebiete um den Woogsberg im Nordosten, im Südosten die Wälder um Vordersten und Hintersten Kahlerberg, im Süden das Waldgebiet um den Glasberg. In den umgebenden Wäldern gibt es Gewässer, Feuchtflächen, Teiche und Waldwiesen verschiedener Nutzungsintensität, wobei die letzteren teilweise zum Domänenland gehören. Die landwirtschaftliche Nutzfläche des Hofgutes Oberfeld erstreckt sich über das gesamte Oberfeld und besteht aus mittleren bis leichten Böden. Das Oberfeld zählt zum Osten Darmstadts. Der Osten wird bis etwa zur Mathildenhöhe zum Vorderen Odenwald gerechnet, der Nordosten zum Naturraum Messeler Hügelland.
Der Name Oberfeld erklärt sich aus der Geographie Darmstadts. Der Osten des Stadtgebietes, zu dem auch das Oberfeld gehört, ist höher gelegen als der Westen. Die Ursache sind die Ausläufer des Odenwaldes, die in Richtung Rheinebene von Ost nach West abfallen. Auch der Waldgürtel, der sich um die Stadt zieht (Großstadt im Walde), ist nach dieser geographischen Eigenart benannt. Oberwald heißt der Waldgürtel im Osten, Nieder- oder Unterwald (heute Westwald) der im Westen. Es gab auch ein Niederfeld, westlich der Frankfurter Straße in Darmstadt gelegen. Eine kleine Verbindungsstraße zwischen Bismarck- und Mornewegstraße, „Im Niederfeld“, erinnert noch heute an dieses ehemalige Weinanbaugebiet.

## Geschichte des Oberfelds

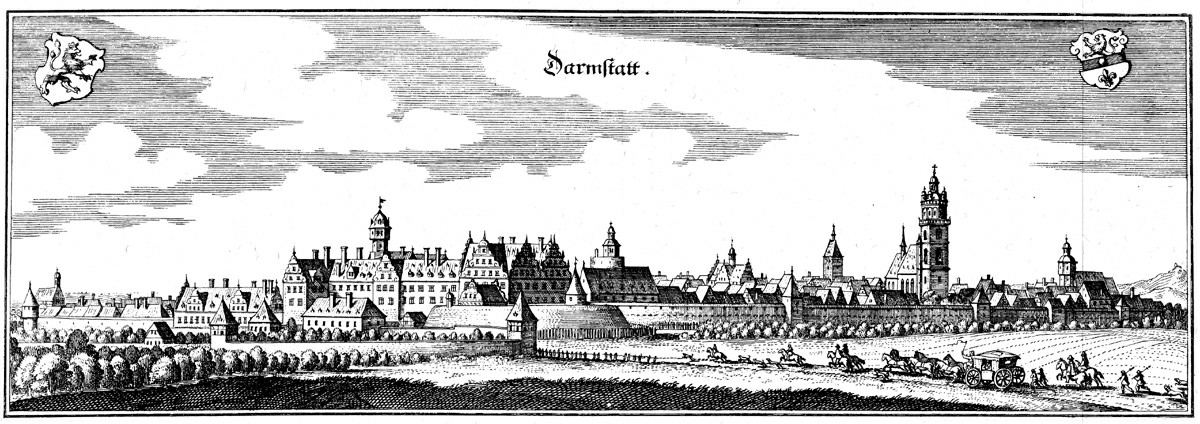
Darmstadt – Auszug aus der Topographia Hassiae von Matthäus Merian 1655

### Besiedelung/Nutzung
Aus der Geschichte der Stadt Darmstadt ist bekannt, dass Darmstadts Stadtgebiet altes Siedlungsland ist. Historische Ansichten der Stadt zeigen Darmstadt im landwirtschaftlich genutzten Umfeld. Innerhalb der städtischen Mauern lebten im Mittelalter 1000–1500 Einwohner. Darmstadt war Handelsplatz, aber die meisten Bewohner waren städtische Ackerbürger. Sie lebten hauptsächlich von der Land- und Forstwirtschaft. Das Oberfeld nutzten die Darmstädter bereits 1110 als Ackerland. Gut 200 Jahre, bevor Darmstadt die Stadtrechte bekam, bestellten die Bauern der kleinen Ortschaft drei Flure: Das Oberfeld im Osten, das Niederfeld im Westen und das Lecherfeld Richtung Weiterstadt. Weitere Rodungen im Oberfeld erfolgten im 14. Jahrhundert, um für die wachsende Darmstädter Bevölkerung zusätzliche Ackerflächen zu gewinnen. In der städtischen Chronik findet das Oberfeld im Zusammenhang mit der landwirtschaftlichen Versorgung der Bevölkerung Erwähnung. So war die Stadt durch Dreißigjährigen Krieg, Pest und Hungersnöte so verelendet, dass die Verantwortlichen alle Anstrengungen unternahmen, die Erträge der Landwirtschaft durch zweckentsprechende Auflagen zu steigern. 1649 wurde die Dreifelderwirtschaft neu angeordnet, nachdem diese für die damalige Zeit geltende Grundregel einer ergiebigen Wirtschaftsweise überall durchbrochen worden war. „Nachdem ... Darmbstatt verschiedene felder hat, so soll dieses 1649te jahr das Haynemer feld zu wintersaat, das nechste 1650 jahr aber das Oberfeld zur Sommersaat und dann in anno 1650 das Lächerfeld zur brach gebraucht werden.“

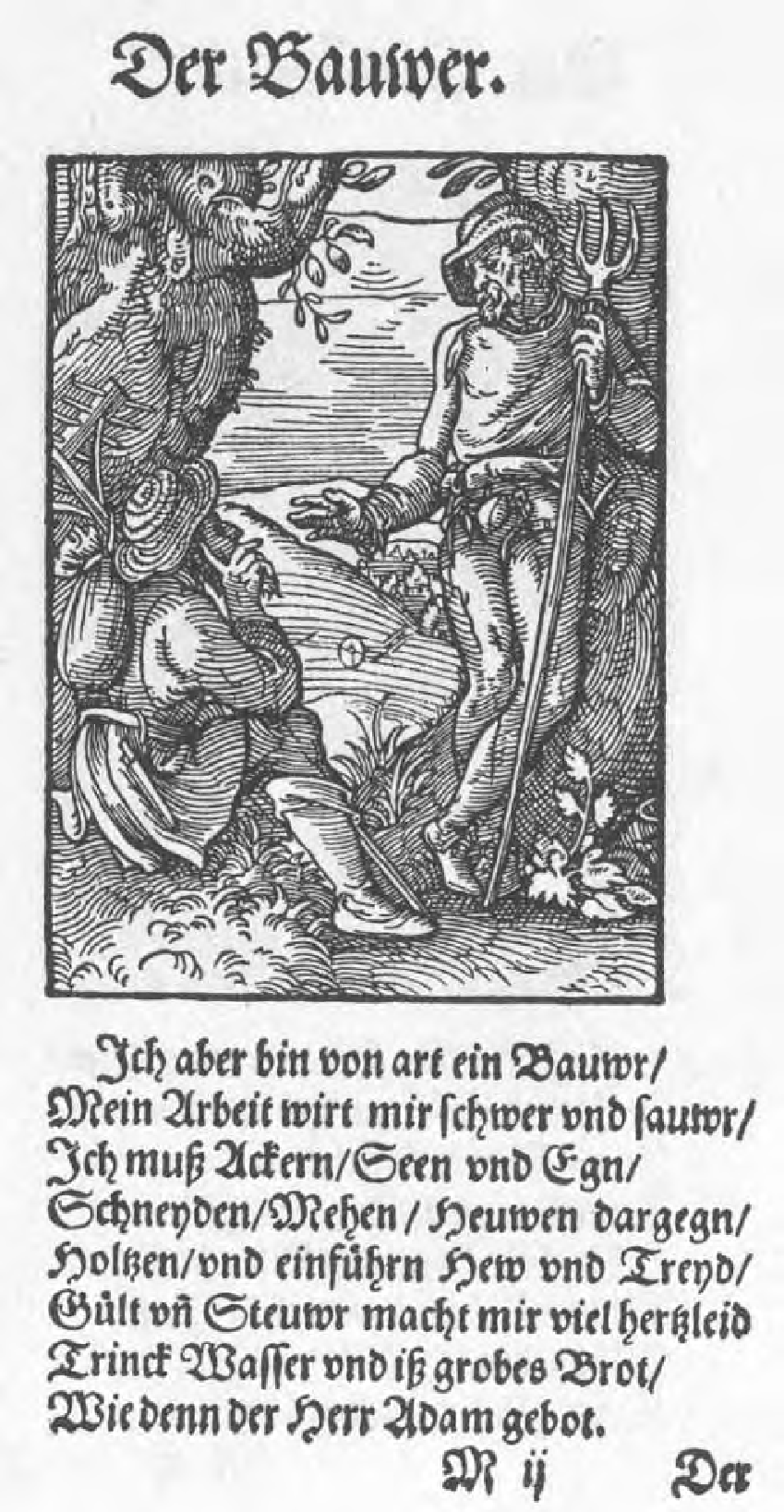
Der Bauwer: Ständebuch von 1568 mit Holzschnitten von Jost Amman

In der zweiten Hälfte des 18. Jahrhunderts gab wieder eine Notsituation den Anlass, sich intensiv mit der Landwirtschaft zu beschäftigen. Die Landesherren in Hessen-Darmstadt lebten über ihre Verhältnisse. Es hatten sich Schulden von knapp 5 Millionen Gulden angehäuft. Landwirtschaft und Gewerbe waren – im Vergleich mit anderen Ländern – von niedriger Produktivität. Eine aus diesem Grund eingesetzte Landkommission zur Verbesserung des Nahrungsstandes unter Leitung von Friedrich Karl von Moser ermittelte, dass rund 75 Prozent der Bevölkerung ihre Existenzgrundlage aus der Landwirtschaft bezogen. Die Verbesserung der landwirtschaftlichen Produktionsweise erschien als Schlüssel zur besseren Versorgung der Bevölkerung und zur Erholung der Staatsfinanzen. In drei Stufen sollte die Reform greifen: In Gebieten, in welchen immer noch die Zweifelderwirtschaft oder das System der mehrjährigen Brache praktiziert wurde, sollte die Dreifelderwirtschaft eingeführt werden. Die Brache sollte mit Klee und Futterkräutern besömmert und der Norfolker Fruchtwechsel (Rüben, Gerste und Hafer, Klee, Weizen) praktiziert werden. Die Haltung des Rindviehs im Stall, statt im Feld oder im Wald sollte die Dungproduktion erhöhen.
Zwischen 1820 und 1830 hatte sich die Bevölkerung in den Staaten des „Deutschen Bundes“ stark vermehrt. Über 70 Prozent der Menschen lebten auf dem Land. Neben Versorgungsschwierigkeiten kamen die oft hohen Steuern und Abgaben an die Grundbesitzer. 1830 folgte im Großherzogtum Hessen-Darmstadt eine Erhebung der Bauern, bei der mehrere tausend Mann in starken Haufen gen Darmstadt rückten und die Abschaffung von Fronen und Adelsvorrechten fordern. Der Aufstand wurde durch den Einsatz aller verfügbaren Truppen niedergeschlagen. Von Auswanderung nach Nordamerika war in dieser Zeit viel die Rede, auch bei den Oberfeld-Anrainern. Viele wanderten aus. Bis Bremen z. B. fuhr der Rheindampfer Prinzessin von Preußen. In Bremen bzw. Bremerhaven wurde nach Übersee eingeschifft.
Neben der Nutzung durch die Landwirtschaft wurden im Süden des Oberfelds seit dem 16. Jahrhundert Steinbrüche betrieben. Zeitweise wurde nach Kupfer und Eisenerz geschürft. Der Steinbruch am Querweg wurde in der Zeit des Nationalsozialismus zugeschüttet. Der Steinbruch am Scheftheimer Weg, der zu dieser Zeit noch beliebter Versammlungsort der nationalsozialistischen Jugendorganisationen war, wurde später mit dem Schutt der Darmstädter Kriegsruinen aufgefüllt.
Noch heute dominiert im Oberfeld in direkter Angrenzung an die Stadt Landwirtschaft und Kleingärtnerei. Davon abgesehen haben sich seit langem die Darmstädter das Oberfeld als kurzen Weg ins Grüne erschlossen. Die Wege werden zu allen Jahres- und Tageszeiten von Radfahrern, Spaziergängern und Joggern genutzt. Das Oberfeld ist ein beliebtes Naherholungsgebiet. „…, weil ja jetzt erst mit dem Oberfeld und seinem umgebenden Wald die weiche, mütterliche, naturhafte Hälfte beginnt, die – ohne Straßen und Häuserzeilen, ohne Lärm, Geschäfte und Reklame auskommend – dennoch ganz zu unserer Stadt gehört und sie zu einem atmenden, fühlenden Wesen werden lässt.“

### Fürstliche Hofmeierei

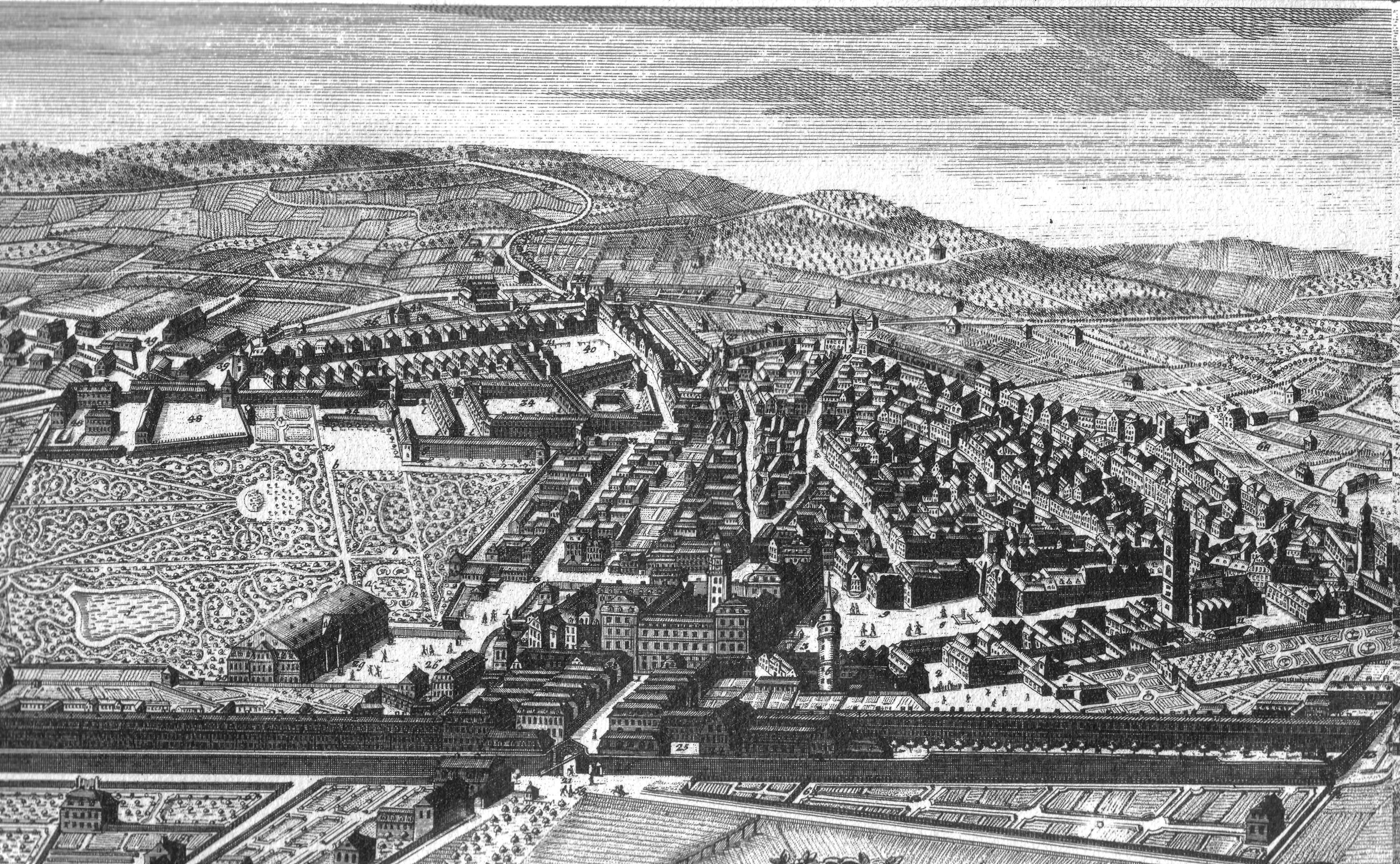
Hofmeierei(48)auf der Stadtkarte v. 1776 v. Joh. Jac.Hill

Die Hofmeierei in Darmstadt war Besitz der Grafen von Katzenelnbogen. Nach Aussterben der männlichen Linie im Jahr 1479 und Erbstreitigkeiten fiel das Erbe 1557 an die Landgrafschaft Hessen. Mit der Erbteilung der Landgrafschaft, veranlasst durch Landgraf Philipp den Großmütigen, gingen 1567 Teile des Besitzes mit der Hofmeierei an die Landgrafschaft Hessen-Darmstadt. Die Hofmeierei gehörte somit schon vor der Regierungsübernahme durch Landgraf Georg I (1576) zum Familieneigentum des landgräflichen Hauses. 1820 wurde die Eigentumsfrage neu geregelt. Mit Verfassung vom 17. Dezember 1820 im Großherzogtum Hessen, die Großherzog Ludwig I. einführte, erhielten erbliche Monarchie und „heilige und unverletzlicher“ Person des Großherzogs konstitutionellen Rang. Privateigentum des Großherzogs und Staatseigentum des Herzogtums wurden rechtlich getrennt. Die Domäne Hofmeierei bekam eine besondere Rechtsstellung. Sie wurde nicht der staatlichen Forst- und Domänenverwaltung unterstellt, sondern den regierenden Großherzögen zur privaten Nutzung und für den Bedarf des Hofes als Bestandteil einer Großherzoglichen Zivilliste und als so genanntes Kammergut überlassen.
Zur alten Darmstädter „Fürstl. Brau und Mayerey“ gehörten Anlagen wie Mühle, Brauerei, Brennerei, Marstall, Zehntscheuer, Hühnerhof und weitere Gebäude. Sie befand sich bis zum Ende des 16. Jahrhunderts südlich vom Residenzschloss Darmstadt. Im Laufe der Zeit wurden die Wirtschaftsgebäude Zug um Zug nach Norden vor das Sporertor an den Rand des Herrngartens verlegt.
Seit 1717 gab es dort neben Wohngebäuden, Viehställen, Scheunen die Brennerei, Brauerei, Oel- und Schrotmühle und ein Wirtshaus. Nebenbetriebe existierten in Auerbach und Seeheim. 1818 wurden Brauerei und Geflügelhof aufgegeben und die Anlage in einen Meierei-Musterbetrieb umgewandelt, die alten Gebäude wurden abgerissen und 1819 von Georg Moller neu errichtet.

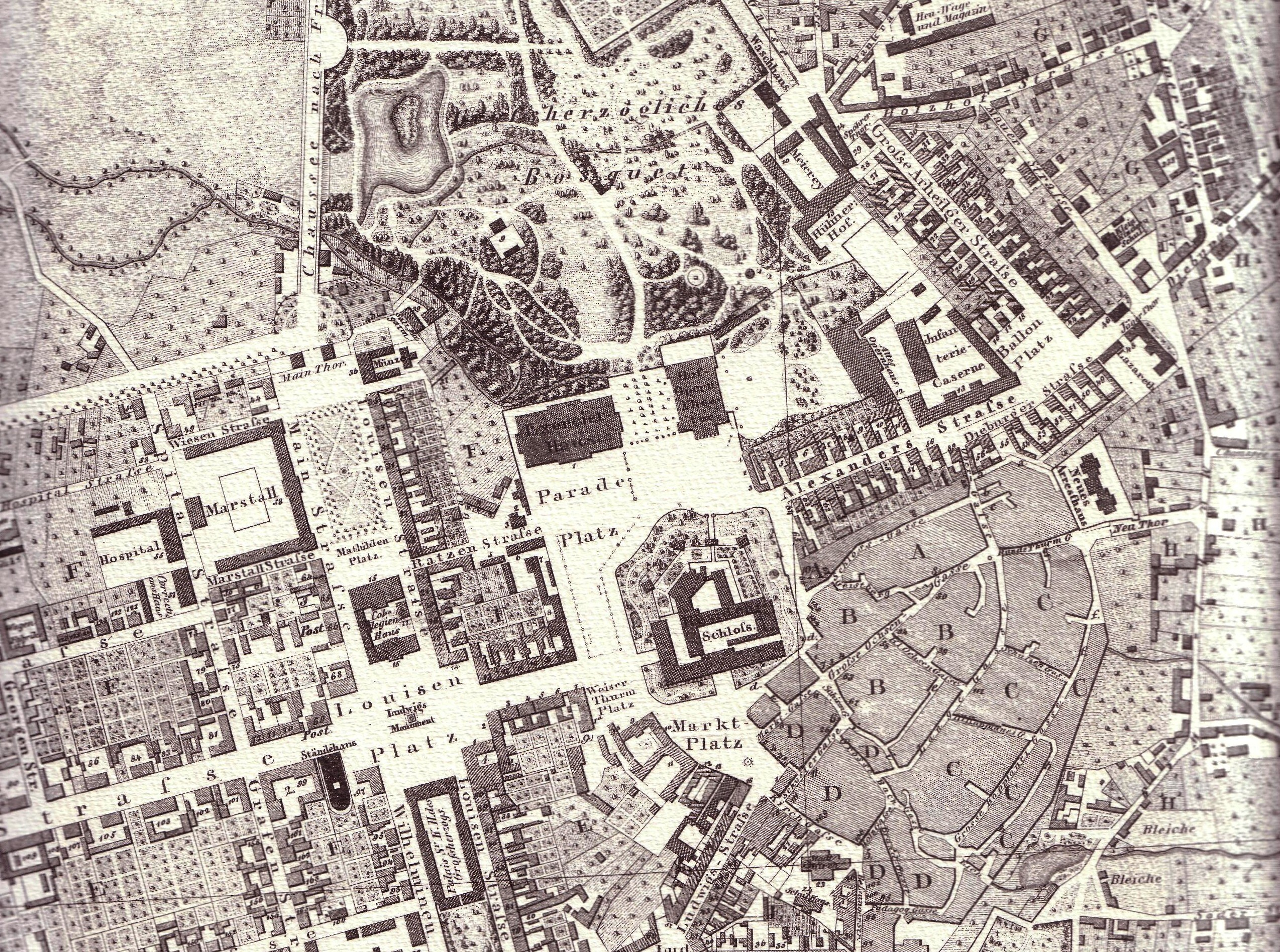
Historische Karte Darmstadts um 1850

Ende des 19. Jahrhunderts musste die Hofmeierei dem Neubau der Technischen Hochschule weichen. Seitdem hat sie ihren jetzigen Standort in der Erbacher Str.125 neben der Dreibrunnenanlage. Stallungen und Wirtschaftsgebäude am neuen Standort wurden im Jahre 1892 errichtet. 1902 kamen ein Wohnhaus und ein großes Wohn- und Stallgebäude hinzu. Das gesamte Anwesen steht unter Ensembleschutz und darf nicht wesentlich verändert werden. Zwei kleinere Fachwerkhäuser und der Kuhstall, ein großes Stallgebäude aus Ziegelsteinmauerwerk, stehen unter Denkmalschutz.
1892, bei Regierungsantritt, erklärte der letzte Großherzog von Hessen Darmstadt, Ernst Ludwig, seinen Verzicht auf die Selbstbewirtschaftung der Domäne. Dementsprechend wechselte 1896/97 der letzte großherzogliche Hofverwalter Wilhelm Schwarz den Status. Er wurde großherzoglicher Domänenpächter. Nach der Novemberrevolution 1918 war Darmstadt Hauptstadt des neu gegründeten Volksstaat Hessen. Bei den Vermögensauseinandersetzungen und Abfindungsverhandlungen mit Großherzog Ernst Ludwig im Jahre 1919 gingen auch die Hausdomänen einschließlich der Hofmeierei in staatlichen Besitz über.

### Staatsdomäne Oberfeld
Die Staatsdomäne Oberfeld des Landes Hessen steht in der Rechtsnachfolge der Großherzoglichen Hofmeierei Oberfeld durch Abdankung des letzten Landesherrn von Hessen-Darmstadt nach Ende des Ersten Weltkrieges und Auflösung des Deutschen Kaiserreichs.
Der Pächter der Großherzoglichen Domäne Wilhelm Schwarz blieb als Pächter der Staatsdomäne. 1928 trat Gustav Vierling die Nachfolge an. Zu dieser Zeit arbeiteten etwa 50 Leute auf dem Hof. Die Mechanisierung der Landwirtschaft stand am Anfang. Die Felder wurden mit Pferden bestellt. Der große Milchstall war eine wichtige Einnahmequelle des Hofes. Bis zu 1.500 Liter Milch wurden täglich ausgeliefert. Die Milchkutsche des Domänenpächters Vierling tat bis 1939 ihren Dienst.

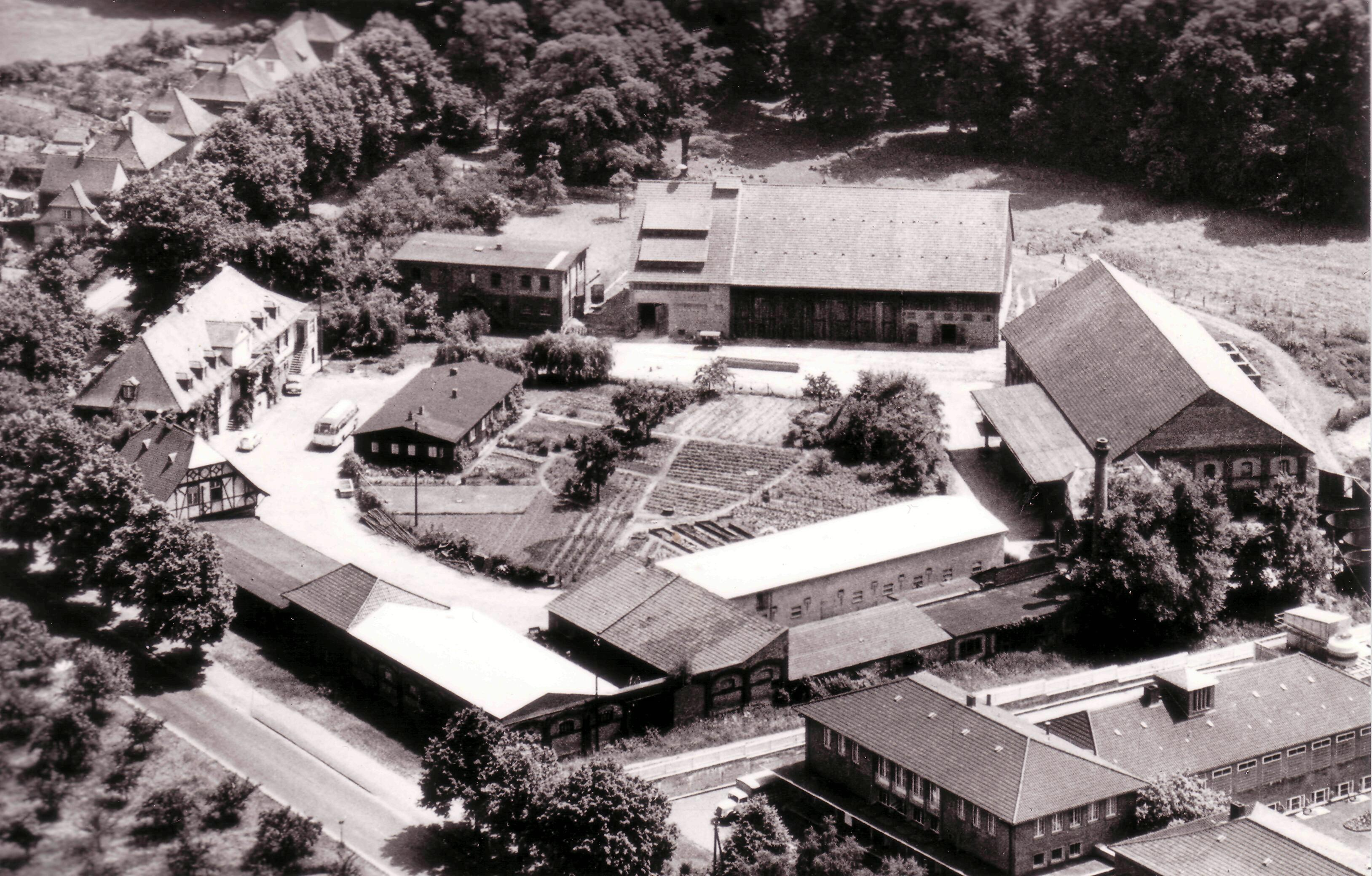
Hofgut Oberfeld um 1950

Am 11. September 1944 wurde in Darmstadt in der so genannten Brandnacht durch einen Großangriff der Royal Air Force mit anschließendem Feuersturm 99 Prozent der Alt- und Innenstadt zerstört. Auch das Wohnhaus der Staatsdomäne Oberfeld, ein Teil der Nebengebäude und die Baracken, in denen in der Kriegszeit Fremd- und Zwangsarbeiter untergebracht waren, gingen in Flammen auf. Das Oberfeld war Zufluchtsort für die Überlebenden der Stadt. Sie kampierten auf nackter Erde. Im März 1945 besetzten die Amerikaner die zerstörte Stadt. Auf den Feldern des Domänenpächters arbeiteten die Ausgebombten und die ersten Kriegsheimkehrer für Unterkunft und Essen. 1945 war auch das Geburtsjahr der Stute Halla auf dem Hof von Gustav Vierling. Sie wurde eine Berühmtheit. Nach vielen großen Siegen unter Hans Günter Winkler im Sattel erhielt Halla bis zu ihrem Tod 1979 das Gnadenbrot auf dem Oberfeld.
In der Nachfolge von Gustav Vierling übernahm sein Sohn Eberhard Vierling den Hof. Über die Jahre veränderte sich der Betrieb. Die Pferdezucht wurde aus wirtschaftlichen Erwägungen aufgegeben. Kühe gab es bis etwa 1970. Die Schweine wurden abgeschafft. Der Betrieb wurde mit moderner Landwirtschaftstechnologie betrieben, die Bewirtschaftung auf Zuckerrüben und Saatgut umgestellt. Eberhard Vierling arbeitet zuletzt mit einem Mitarbeiter und führte den Betrieb bis zum Juni 2006 weiter.

### Arbeiterhäuser Erbacher Straße

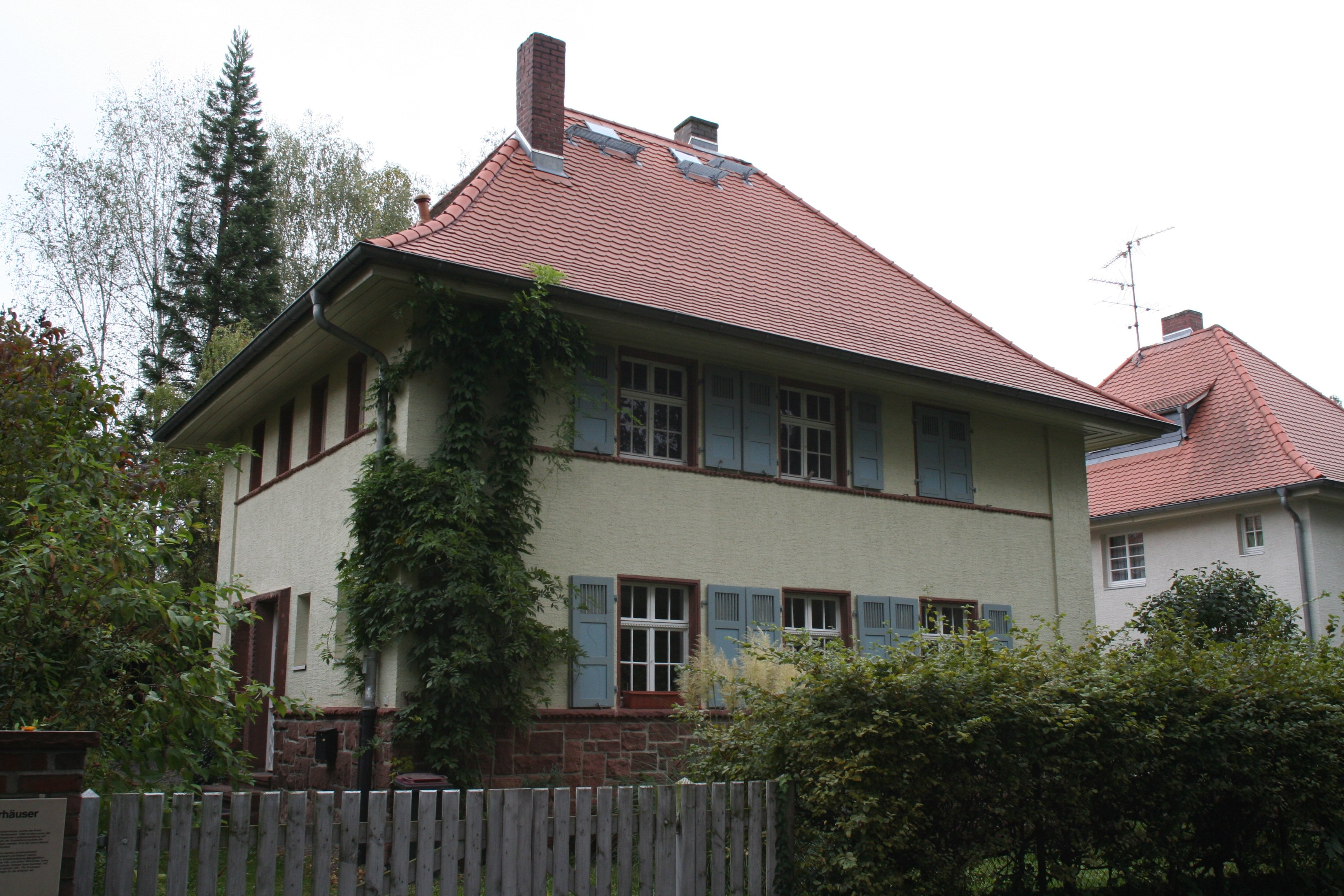
Arbeiterhaus von Metzendorf

Am Rande des Oberfeldes unweit der Wirtschaftsgebäude der Staatsdomäne in der Erbacher Straße stehen fünf historische Arbeiterhäuser. Drei davon gehen auf einen Wettbewerb zurück, der ausgehend von der Darmstädter Künstlerkolonie 1905 ausgeschrieben worden war. Gesucht wurden zweckmäßige, preiswerte und gut geplante Musterhäuser für Arbeiterfamilien. Auf der 1908 auf der Mathildenhöhe durchgeführten Hessischen Landesausstellung für freie und angewandte Kunst, konnten sechs Musterhäuser finanziert durch Spenden hessischer Unternehmen realisiert werden. Drei davon wurden nach der Ausstellung abgebaut und an ihren jetzigen Standort in die Erbacher Straße verlegt. Haus Nummer 136/138 stammt von dem damals sehr bekannten Darmstädter Architektenbüro Markwort und Seibert. Haus Nr. 140 ist ein Entwurf des berühmten Georg Metzendorf, Planer der Arbeitersiedlung Magarethenhöhe in Essen. Haus Nummer 142 wurde von Arthur Wienkoop, dem Leiter der damaligen Landesbaugewerkschule, entworfen. Die sich anschließenden beiden Häuser wurden bereits 1901 von dem TH-Professor Karl Hofmann gebaut. Zusammen bildeten sie die Arbeiterkolonie der ehemaligen Großherzoglichen Hofmeierei und wurden im Sinne der Erbauer genutzt.

### Dreibrunnenquelle

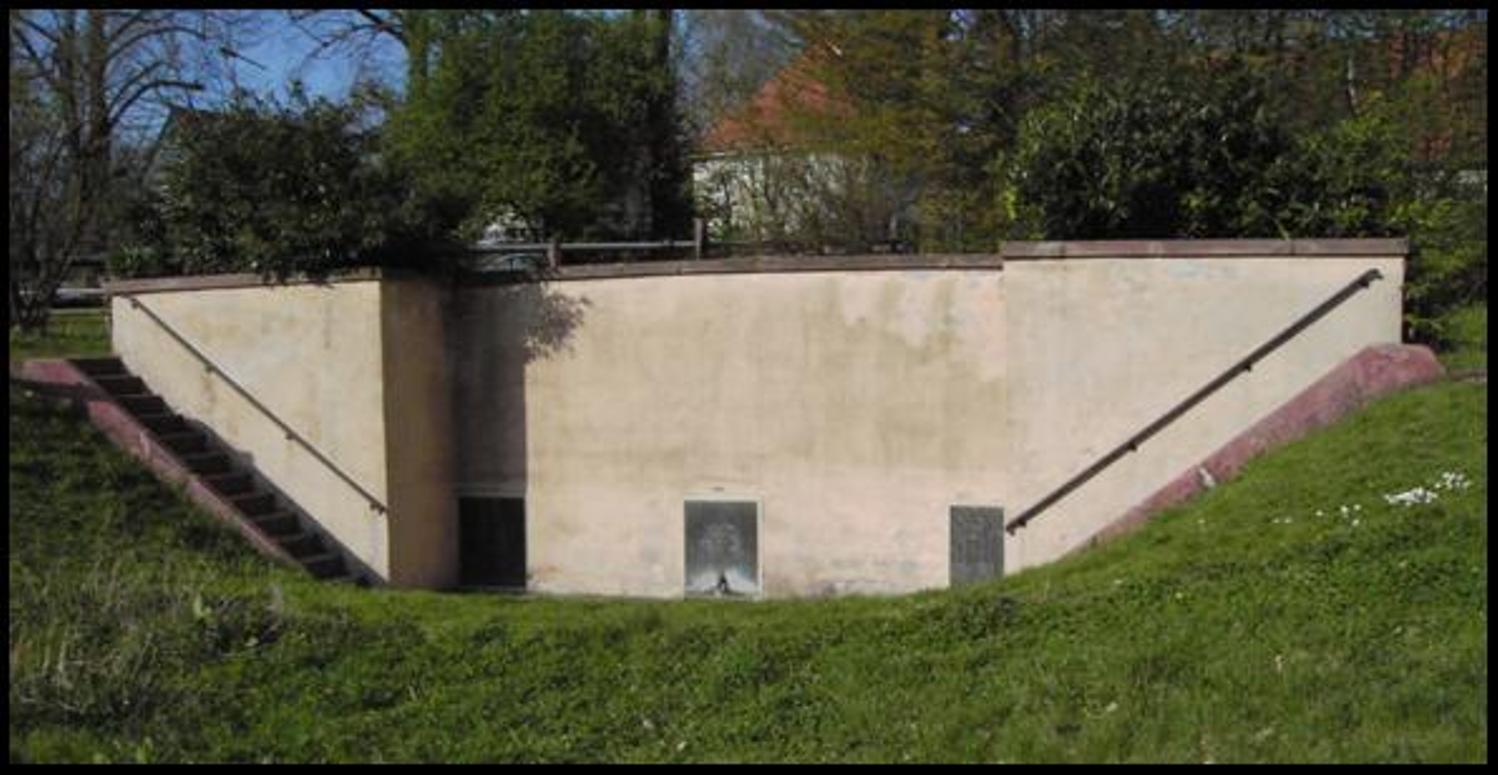
Dreibrunnenquelle 2005

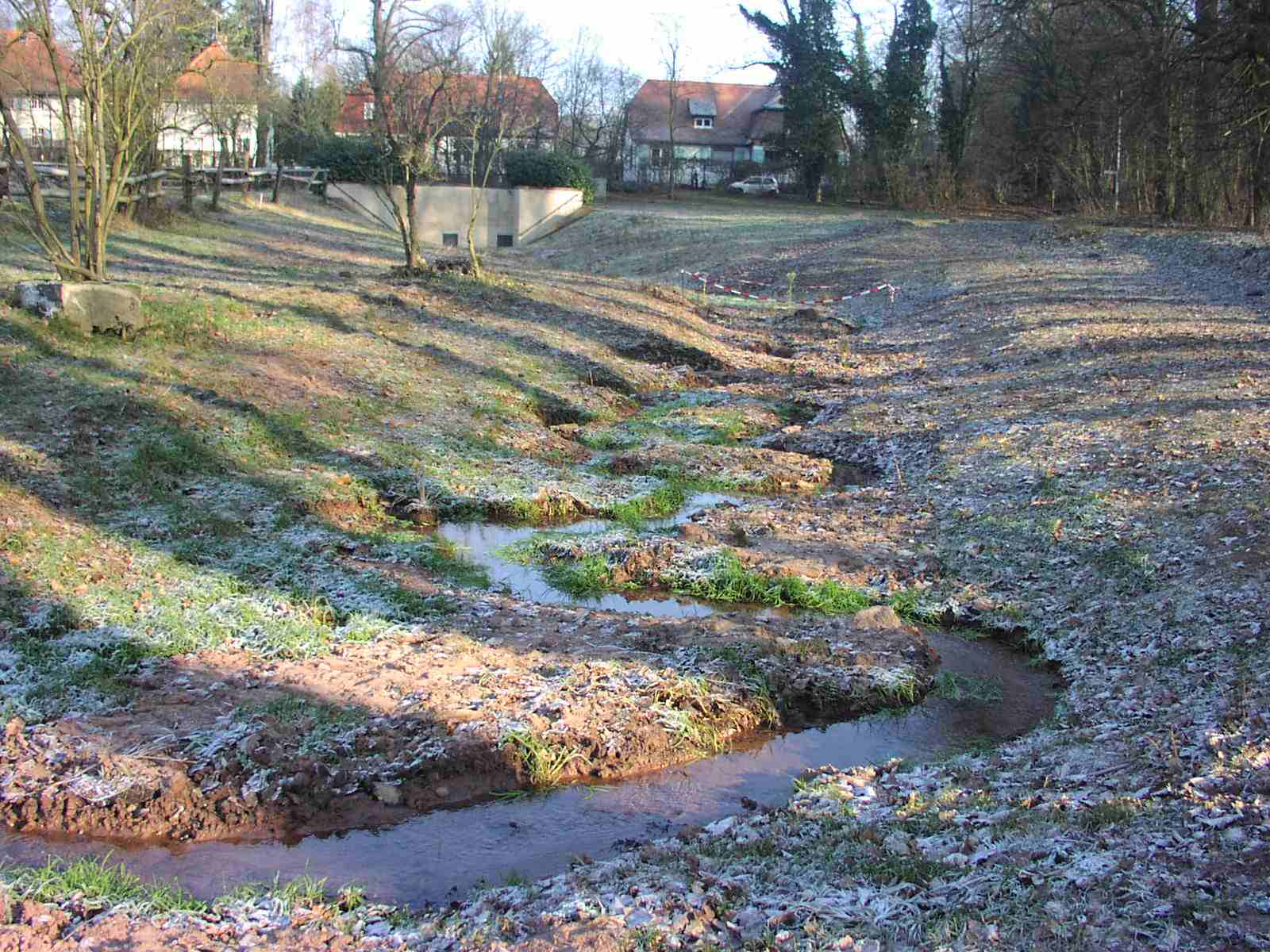
Renaturierter Meiereibach, um 2011, Blickrichtung Nordost

Die älteste Brunnenanlage Darmstadts sind die Dreibrunnen am Oberfeld. Sie befinden sich neben den Wirtschaftsgebäuden des Hofgutes Oberfeld an der Erbacher Straße. Nach der Sage ist das der Ort, aus dem die kleinen Darmstädter Heiner hergekommen sein sollen. Von hier nahm seit 1568 die von Landgraf Georg I. angelegte erste Darmstädter Wasserleitung ihren Anfang. Mit 726 erlenhölzernen Rohren wurden der Marktbrunnen und das Stadtschloss mit gutem Trinkwasser versorgt (Dreibrunnenleitung). 1597 führte man „gebackene Röhren“ aus Keramik ein. Im 17. Jahrhundert lagen hier zwei Teiche, die als Vorratsbehälter dienten, wenn der Große Woog abgefischt wurde oder unter Niedrigwasserzufluss litt. Später wurde dann ein dritter Forellenteich angelegt, der nach dem Teichgräber Heinrich Judt aus Butzbach (Kellereirechnungen aus 1572) den Namen Judenteich erhielt. Heute gehört der Judenteich zum Gelände des Aquarien- und Terrarienvereins Hottonia. Die Bronzeplatten an der Brunneneinfassung gestaltete der Darmstädter Künstler Gotthelf Schlotter. Der Ausfluss dieser Quelle ist der Meiereibach und floss früher in den Darmbach. Derzeit wird er in die städtische Kanalisation eingeleitet, soll aber wieder renaturiert werden.

### Historische Wege

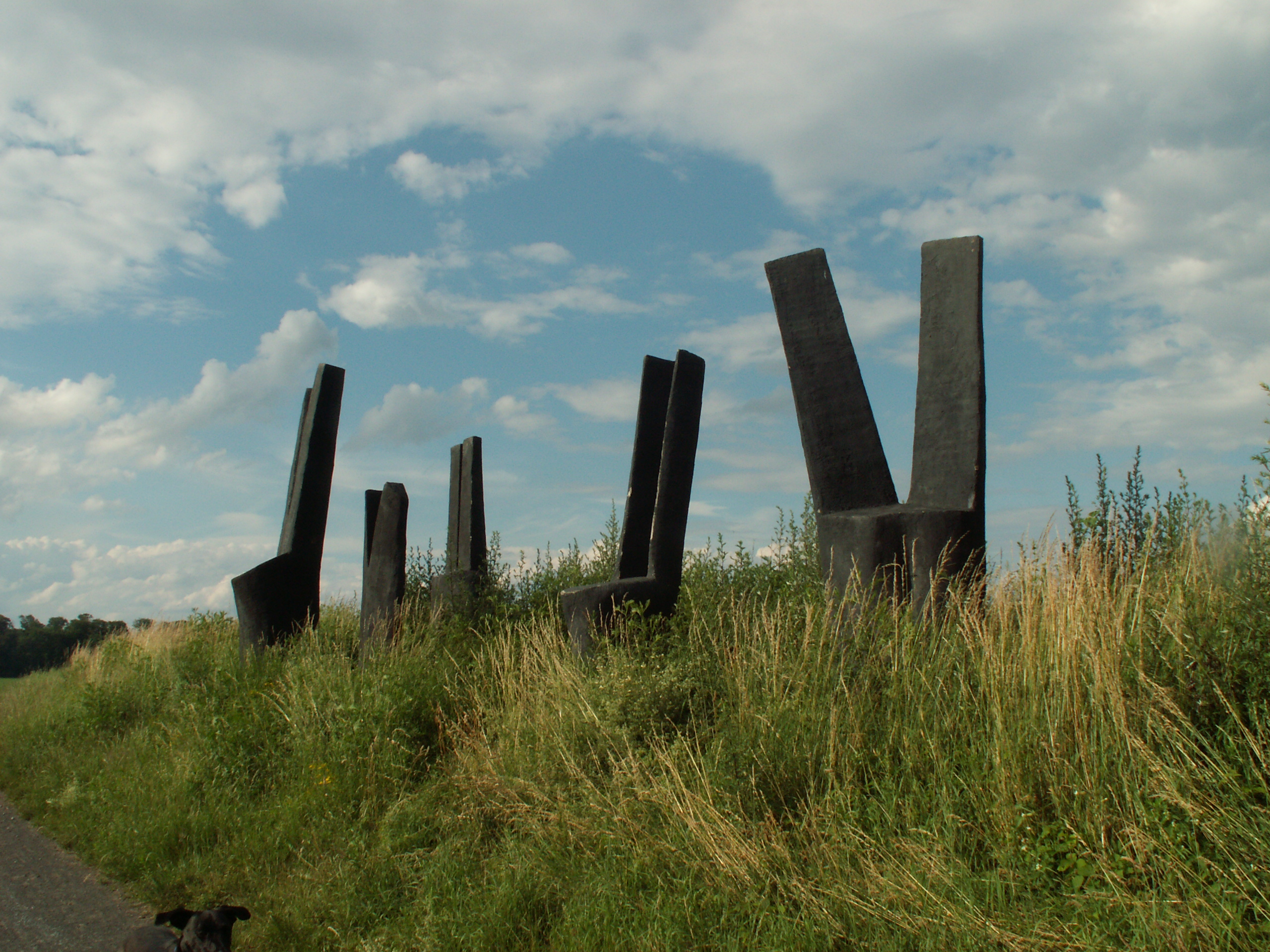
Skulptur die Unbesiegbaren von Detlef Kraft (2007)

Ihre Namen erzählen Geschichten. Auf dem Scheftheimer Weg wurde früher das Darmstädter Melkvieh zur Weide auf die Scheftheimer Wiesen, den stadteigenen Wiesengrund des Ruthsenbaches getrieben. Der Seitersweg erinnert an den Flurnamen „Im Seiter“ seitlich der Dieburger Straße. Der Seiterswiesenschleifweg war früher kein ständiger Weg, sondern ein „Schleifweg“: Nach der Ernte wurde ein Pfad durch den Acker „geschleift“ bzw. „gezogen“, der bei der Aussaat wieder verschwinden musste. Er war also nur nach der Ernte und vor der neuen Aussaat begehbar. Der Seiterswiesenweg führt vom Seitersweg in östlicher Richtung zu den Wiesengrundstücken im Oberfeld. Die Hammelstrift diente vermutlich dem Schaftrieb. Auf eine Besonderheit weist der Katharinenfalltorweg hin. Zur Hofhaltung im 18. Jahrhundert gehörten kostspieligen Parforcejagden. Ganze Wälder wurden zu Wildparks mit intensiver Haltung von Hochwild abgesperrt. Kilometerlange Wälle, Zäune und Mauern sollten das Wild abhalten, in fremde Jagdgebiete abzuzuwandern oder angrenzende Flurstücke zu verwüsten. Das war auch am Oberfeld so. Der Großherzogliche Wildzaun war 20 Kilometer lang. Tore für wichtige Wegeverbindungen wurden durch Parkknechts- oder Falltorhäuser überwacht. Am südlichen Rand des Oberfeldes stand das Katharinenfalltor für die Viehtrift der Darmstädter Bauern u. a. zu den Scheftheimer Wiesen. Der Weg dorthin heißt auch heute noch Katharinenfalltorweg. Auch der Judenpfad hat eine Geschichte. Nahe bei den Hirschköpfen (Forsthaus Hirschköpfe) stand das Darmstädter Falltorhaus, das zugleich eine Zollstelle war. Diese Zollstelle wurde gern auf einem Schleichweg umgangen. Damals schob man solche Zollprellereien – vor allem beim Mehlhandel – gern den Juden zu. So entstand der hier beginnende „Judenpfad“, der sich zum Brunnersweg hinzieht. Kurz hinter dem Waldrand biegt der „Judenfalltorweg“ Richtung Oberwaldhaus ab. Am Waldrand wurde der Durchlass durch den Wildzaun als „Judenfalltor“ bezeichnet.

## Neue Entwicklungen auf dem Oberfeld

### Initiative Domäne Oberfeld e.V. (IDO)
2003 stand fest, dass Eberhard Vierling, der Pächter der Staatsdomäne, seinen Pachtvertrag 2006 auslaufen lassen wollte. Das war Anlass für Darmstädter Bürger sich zusammenzuschließen, um ihre Ideen für die Nutzung des Oberfeldes und die ehemaligen Hofmeierei einzubringen. Sie gründeten den Verein „Initiative Domäne Oberfeld e. V. (IDO)“. Ein Nutzungskonzept wurde entwickelt. Das Oberfeld sollte als Offenland und Frischluftschneise erhalten und als Naherholungsgebiet aufgewertet werden. Schutz als Denkmal und ökologische Landwirtschaft mit Direktvermarktung war für die ehemalige Hofmeierei vorgesehen. Außerdem sollte die Domäne als pädagogischer Lernort und als Standort von Arbeits- und Wohnplätzen für behinderte Menschen genutzt werden. Die Hessische Landgesellschaft mbH (HLG) und die Stadt Darmstadt berieten ebenfalls über eine Perspektive. Die Technische Universität (TU) Darmstadt war interessiert, dort ein Biotech-Zentrum zu errichten. Dieser Plan wurde aufgrund veränderter Randbedingungen aufgegeben. Der Planungsbeirat der Stadt empfahl darauf, den Hof im Flächennutzungsplan als Außenbereich darzustellen.
Die Initiative Domäne Oberfeld e. V.(IDO) konnte in der Folgezeit den Landwirtschaftsminister des Landes Hessen, Wilhelm Dietzel (CDU) und seinen Staatssekretär, Karl-Winfried Seif (CDU), für ihr Projekt interessieren und Kontakte zu potenziellen Geldgebern und zur Politik aufbauen. Weitere Initiativen schlossen sich der IDO an: Der Lernort Bauernhof mit dem Konzept, landwirtschaftliche und lebensmittelkundliche Zusammenhänge zu vermitteln. Der Förderverein „Projekt Lebensweg e. V.“ mit dem Plan, Wohn- und Arbeitsmöglichkeiten für Menschen mit Behinderungen auf dem Hofgut zu fördern. Öffentlichkeitsarbeit machte die Anliegen bekannt.
Im weiteren Verlauf folgten Gespräche zwischen der Initiative Domäne Oberfeld e. V.(IDO), dem Landwirtschaftsministerium, der Leitung der Domänenverwaltung (Hessische Landgesellschaft mbH) und der Software AG-Stiftung, die das Anliegen der Initiative unterstützte. Die IDO legte ein Realisierungs- und Finanzierungskonzept vor. Mit Rückendeckung der Software AG-Stiftung wurden Wertgutachten erstellt und ein Kaufangebot gemacht. Der Durchbruch kam im März 2006. Zwischen dem Stifter und Vorstandsvorsitzenden der Software AG-Stiftung, Peter M. Schnell, und Staatssekretär Karl-Winfried Seif (CDU) wurde vereinbart, dass die Hofstelle der Staatsdomäne für 1,11 Millionen Euro an die Stiftung Hofgut Oberfeld (in Gründung) veräußert wird. Für die beiden Arbeiterhäuser an der Erbacher Straße wurde eine Kaufoption festgelegt. In einer Presseerklärung informierte das Land Hessen, dass der Verkauf der Hofstelle an die Stiftung Hofgut Oberfeld gesichert sei und die zur Domäne gehörenden Ländereien an die Stiftung Domäne Oberfeld verpachtet werden. Die weitere Bewirtschaftung als ökologische Landwirtschaft in die sozialtherapeutische Maßnahmen integriert werden sollen, wurde festgeschrieben. Die Hofübergabe fand am 1. Juli 2006 statt.
Die Initiative will auch in Zukunft die Realisierung der vielfältigen gemeinnützigen Ziele des Gesamtprojektes Hofgut Oberfeld durch ehrenamtliches Bürgerengagement unterstützen. Dabei sollen Menschen in besonderen Lebens- und Arbeitssituationen, aber auch Jugendliche durch Projekte und Praktika die Aufgaben und Arbeit der ökologischen Landwirtschaft, des Landschafts- und Naturschutzes sowie der Gebäudesanierung kennenlernen, Kooperation und Teamarbeit erleben und ihre praktischen Fähigkeiten ausprobieren. Koordinationsstelle der Maßnahmen ist die Bauhütte der IDO. Sie hat auch Workcamps in Zusammenarbeit mit dem Internationalen Bauorden veranstaltet und sich am EU-Programm „Jugend in Aktion“ beteiligt.

### Stiftung Hofgut Oberfeld

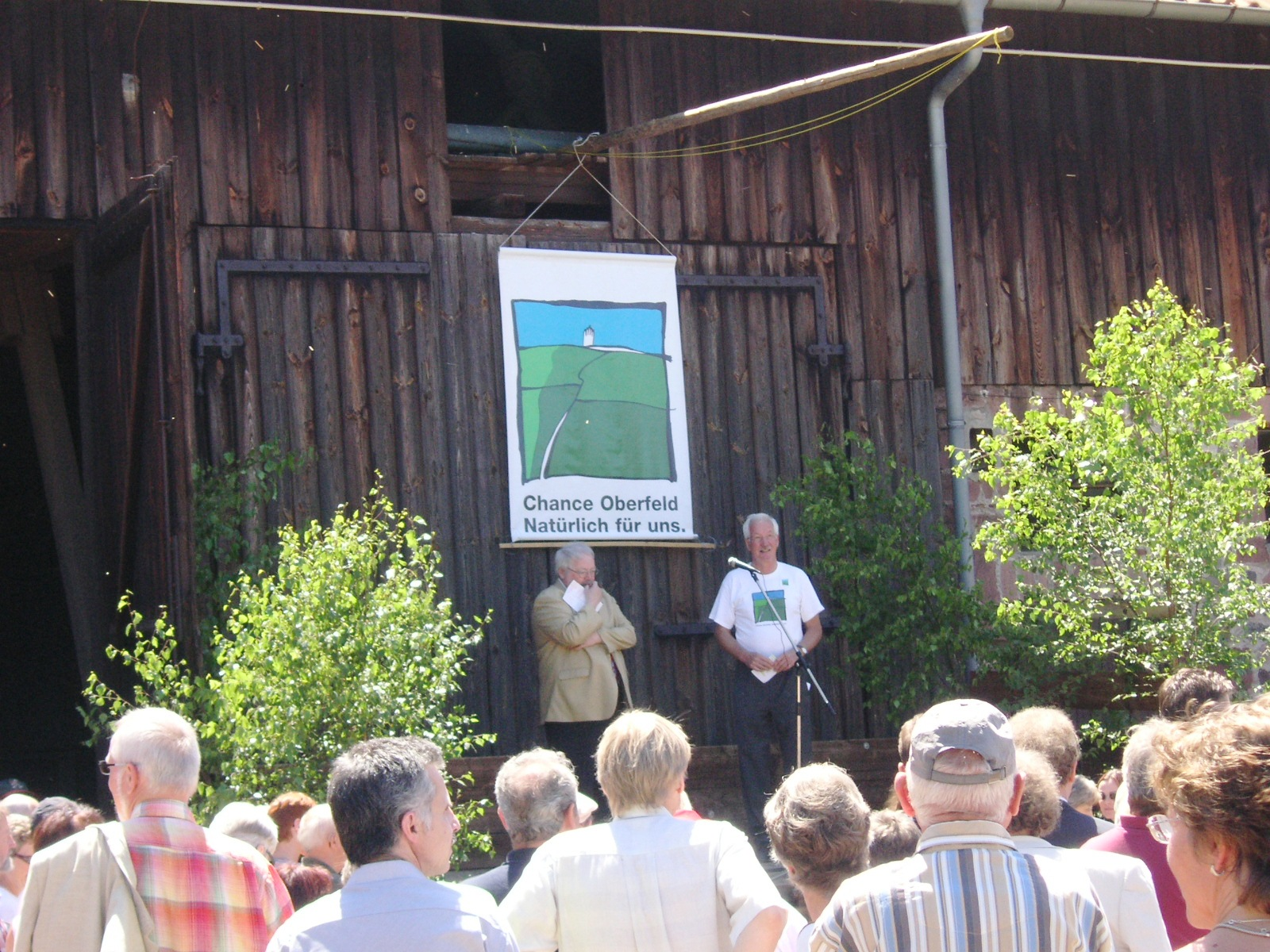
Fest zur Hofübergabe am 1. Juli 2006

Die Stiftung Hofgut Oberfeld wurde am 27. Juni 2006 gegründet. Auf gemeinnütziger Basis will sie dauerhaft dafür sorgen, dass die alte Rodungsinsel Oberfeld mitsamt ehemaliger Hofmeierei durch ökologische Landwirtschaft erhalten bleibt, die Landschaft gepflegt, die Artenvielfalt erhöht wird und Bürger ein Angebot wertvoller Lebensmittel bekommen. Stifter sind die Initiative Domäne Oberfeld e. V. (IDO), Projekt Lebensweg e. V., Forschungsring für Biologisch-Dynamische Wirtschaftsweise e. V., Software AG-Stiftung, Stiftung StadtBauPlan und die Betreibergemeinschaft der Landwirte. Durch die finanzielle Unterstützung der Software AG – Stiftung ist die Stiftung Hofgut Oberfeld mit Kauf- und Pachtvertrag Eigentümerin der Hofstelle, Hauptpächterin aller Flächen und Koordinatorin des Gesamtprojektes. Der gemeinnützige Zweck der Stiftung ist breit angelegt: Landschaftspflege, Natur- und Umweltschutz, Denkmalschutz, Förderung der Kunst und Kultur, der Erziehung und Bildung, der Jugendpflege und Jugendfürsorge, der Altenhilfe und Altenfürsorge, der Wissenschaft und Forschung und im Sinne mildtätiger Zwecke die Förderung und Integration geistig und/oder körperlich behinderter Menschen. Dafür – so die Satzung – wird die Stiftung ihre Liegenschaften Initiativträgern zur Verfügung stellen und mit ihnen Verträge auf Grundlage der Stiftungsziele abschließen.
Die Stiftung soll die Gewähr dafür bieten, dass die Domäne Oberfeld dauerhaft und unveränderbar auf der Grundlage der Stiftungssatzung betrieben und bewirtschaftet wird und die angeführten Zwecke verfolgt und verwirklicht werden. Sie übernimmt die Verwaltung, Instandhaltung, Sanierung sowie den Neubau von Gebäuden, verpachtet oder vermietet abgegrenzte Bereiche an Unternehmen, Vereine oder Initiativen gemäß ihren Stiftungszwecken. Vertrags- und Kooperationspartner in diesem Sinne sind inzwischen die Hofgut Oberfeld Landwirtschaft AG, das Projekt Lebensweg e. V., die Heydenmühle e. V. und der Lernort Bauernhof.
2011 errichtete die Stiftung in Zusammenarbeit mit der Heydenmühle e. V. und dem Projekt Lebensweg e. V. auf dem Hofgut-Areal das Haus Lebensweg, den neuen Lebensmittelpunkt für 21 Menschen mit Behinderungen und ihre Betreuer.

### Hofgut Oberfeld Landwirtschaft AG (HOL)

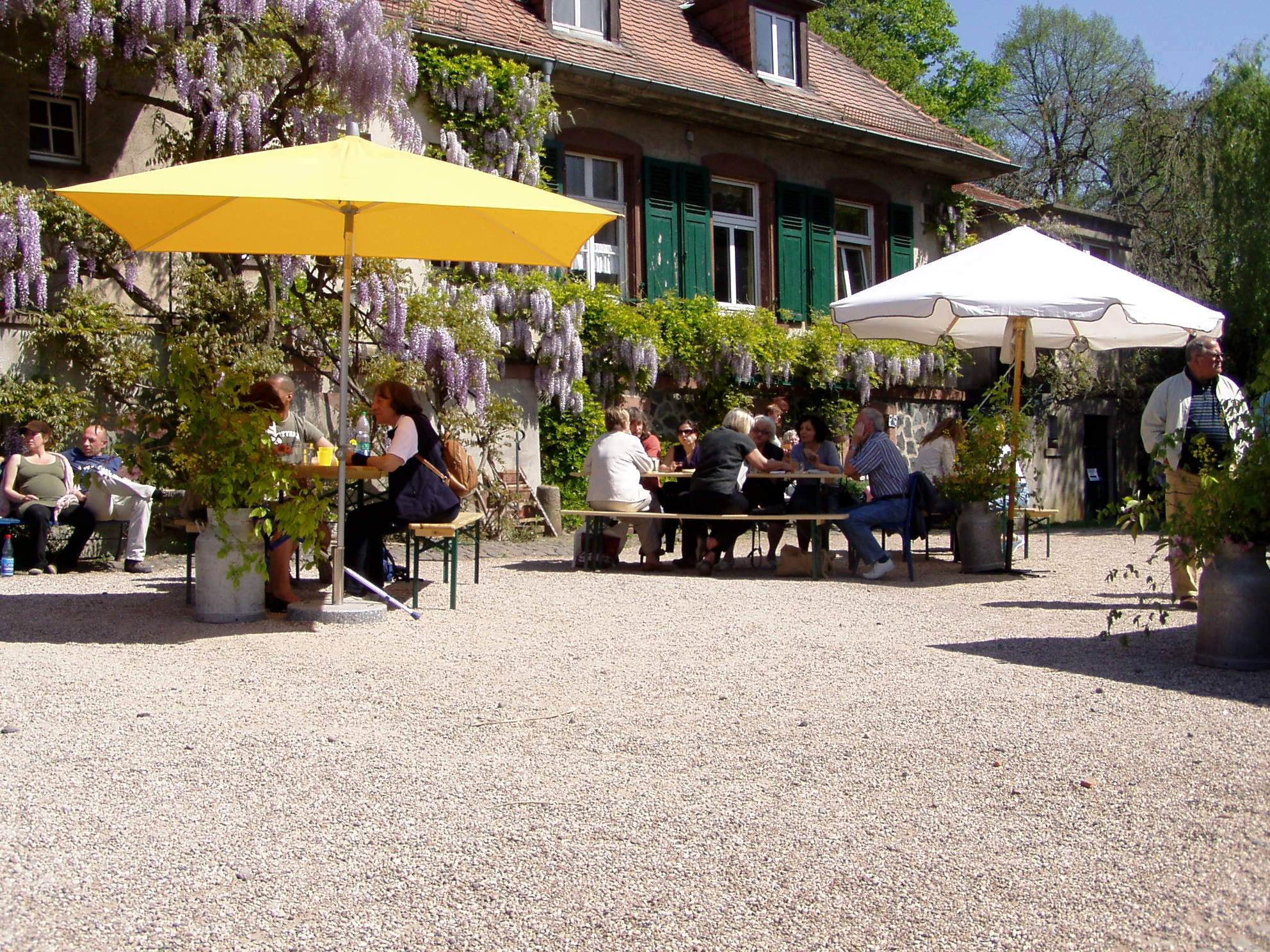
Sonntagscafé auf dem Hofgut

Gleichlaufend mit Öffentlichkeitsarbeit und Realisierungsbemühungen wurden von der Initiative Domäne Oberfeld e. V. (IDO) Landwirte gesucht, die eine ökologische Landwirtschaft aufbauen wollten. Nach Präsentation verschiedener Bewerbungen mit unterschiedlichen Konzepten entschied sich die Initiative für das Konzept der Gruppe um Familie Kathrin und Thomas Goebel, das einen Demeter-Betrieb mit Milchvieh, Saatgutvermehrung, Gärtnerei, Bäckerei, Käserei sowie Direktvermarktung vorsah. Die Arbeit der neuen Landwirte auf dem Oberfeld begann mit der Hofübergabe am 2. Juli 2006.
Der Landwirtschaftsbetrieb wurde als so genannte kleine Aktiengesellschaft in der Form eines Bürgerunternehmens aufgebaut. Zahlreiche Darmstädter Familien und Einzelpersonen sorgen als Aktionäre für die Kapitalausstattung der Landwirtschaft AG. Seit 2009 ist der Betrieb nach einer von den Demeterrichtlinien vorgeschriebenen Umstellungszeit als Demeterbetrieb anerkannt. Das Konzept der ökologischen Bewirtschaftung sieht eine vielfältige Fruchtfolge mit verschiedenen Körnerfruchtarten (Saatgutvermehrung), Hackfrüchten, Gemüse sowie Feldfutter- und Zwischenfruchtanbau vor. Inzwischen ist eine der Größe des Standorts angepasste Milchviehherde aufgebaut, ein neuer Kuhstall und eine Käserei errichtet. Die zum Hofgut gehörenden Waldwiesen sind als Jungviehweide zur extensiven Weidemast sowie zur Futterergänzung vorgesehen. Legehennen und in geringem Umfang weitere Kleintiere wie Gänse erweitern das Hofangebot. Neben der Urproduktion bilden die Verarbeitung in Bäckerei und Hofkäserei sowie die Direktvermarktung der Produkte im Hofladen Schwerpunkte des Bewirtschaftungskonzeptes.
Für viele Darmstädter Bürger ist das Hofgut Oberfeld mit seinen landwirtschaftlichen Angeboten, dem Hofcafé, der Viehherde, dem Pferdestall und seinen besonderen Angeboten wie Frühlingsfest, historischer Landarbeitstag, Erntedankfest, Weihnachtsmarkt ein beliebter Ausflugsort geworden. Mit dem Projekt Saisongärten bietet die Landwirtschaft AG darüber hinaus für Darmstädter die Möglichkeit, saisonal auf dem Oberfeld einen eigenen Gemüsegarten zu bewirtschaften.

### Lernort Bauernhof
Der Lernort Bauernhof, eine durch die Stiftung Hofgut Oberfeld getragene Initiative, hat sich im Arbeiterhaus Nummer 140 in der Erbacher Straße niedergelassen. Er will mit nachhaltiger Bildungsarbeit in den Bereichen Landwirtschaft, Ernährung und Nahrungszubereitung als Außerschulischer Lernort Kinder, Jugendliche und Erwachsene erreichen. Ziel ist es, die ökologischen, ökonomischen, gesundheitlichen und sozialen Faktoren des eigenen Ernährungs- und Konsumverhaltens einsichtig zu machen und Anstöße zu positiven Veränderungen zu geben. Durch aktives Lernen mit Kopf, Herz und Hand soll der Zusammenhang zwischen Landwirtschaft und Ernährung begreifbar und die Erzeugung und Verarbeitung von Lebensmitteln mit viel Spaß ausprobiert werden. Der Lernort möchte dazu anregen, sich für die eigene Gesundheit und die der Mitwelt aktiv einzusetzen. Das Projekt richtet sich mit seinen Angeboten an Kindergärten, Schulen, außerschulische Bildungseinrichtungen sowie an interessierte Erwachsene, Lehrkräfte, Multiplikatoren und Verbraucher. Es gibt ein vielfältiges Veranstaltungsangebot; jährlich werden etwa 200 Halbtagsveranstaltungen durchgeführt. Schulklassenprojekte, Kindergeburtstagsveranstaltungen, feste Bauernhof-AGs, Ferienwochen, Schulungen für Erwachsene: Immer wird altersgerecht, in kleinen Gruppen und anhand von unterschiedlichen Schwerpunkten (Von der Kuh zur Butter, Vom Korn zum Brot etc.) die Landwirtschaft „begreiflich“ gemacht, wobei jedes einzelne Projekt weit über den Charakter einer bloßen Führung hinausgeht. Verschiedene Verfahren zur Qualitätsentwicklung der umweltpädagogischen Arbeit werden angewendet. 2011 wurde die Arbeit des Lernort Bauernhof im Bereich Bildung für nachhaltige Entwicklung für Familien mit dem renommierten Karl-Kübel-Preis sowie 2012 vom hessischen Sozialministerium als „Lernort der Zukunft Hessen“ ausgezeichnet. Weiterhin ist der Lernort Bauernhof Mitglied in der Bundesarbeitsgemeinschaft Lernort Bauernhof e.V und in der hessischen Initiative „Bauernhof als Klassenzimmer“.
Da die Teilnehmerbeiträge nur einen Teil der Ausgaben decken, bleiben Fördergelder in Form von Spenden und Zuwendungen für den Erhalt der Arbeit des Lernort Bauernhof notwendig; eine umfangreichere öffentliche Unterstützung der Arbeit ist ebenfalls angestrebt.

### Hofgut Oberfeld Lebensweg e.V.
Der Verein „Projekt Lebensweg e. V. – Verein zur Förderung seelenpflegebedürftiger Menschen nach der Schulzeit“ ist eine aus einer Elterngruppe der Christophorus-Schule in Mühltal hervorgegangene Initiative, die – 2000 gegründet – nachschulische Lebensperspektiven für geistig und mehrfach behinderte Menschen entwickeln möchte. Christophorus Eltern waren auch schon in den neunziger Jahren aktiv und wirkten beim Aufbau der Heydenmühle in Otzberg-Lengfeld mit, wo inzwischen fast 50 behinderte Menschen vollstationär bzw. im ambulant betreuten Wohnen leben und ca. 80 Werkstattplätze für behinderte Menschen (WfbM) geschaffen wurden. Im Hofgut Oberfeld will der Verein weiteren Raum für das Zusammenleben von behinderten und nicht behinderten Menschen schaffen. Für den Zweck des ambulant und stationär betreuten Wohnens wurde das historische Schweizerhaus des Hofgutes (ehemaliges Wohnhaus der Melkknechte) saniert und ein Neubau, Haus Lebensweg, erstellt. Träger der Betreuung und Sozialtherapie sowie Pächter von Haus Lebensweg ist die Heydenmühle e. V.
Das Konzept des Zusammenlebens von Menschen mit und ohne Behinderung fand breite Unterstützung in Darmstadt. 2007 kamen in einer Spendenaktion der Leser des Darmstädter Echos zugunsten des Projekts am Oberfeld 330.000 Euro zusammen. Die Software AG-Stiftung verdoppelte den Betrag. 2011 wurde der Grundstein für Haus Lebensweg gelegt. 2012 zogen im Januar die ersten Betreuten ein. Das Engagement des Projekt Lebensweg e. V. fand seinen Niederschlag in der Namensgebung des neuen Hauses.